# Veselka, Znameanka
Veselka (în ucraineană Веселка) este un sat în comuna Pantaziivka din raionul Znameanka, regiunea Kirovohrad, Ucraina.

## Demografie
Componența lingvistică a localității Veselka
     Ucraineană (96,23%)
     Rusă (3,77%)
Conform recensământului din 2001, majoritatea populației localității Veselka era vorbitoare de ucraineană (96,23%), existând în minoritate și vorbitori de rusă (3,77%).